# Milena Šeborová

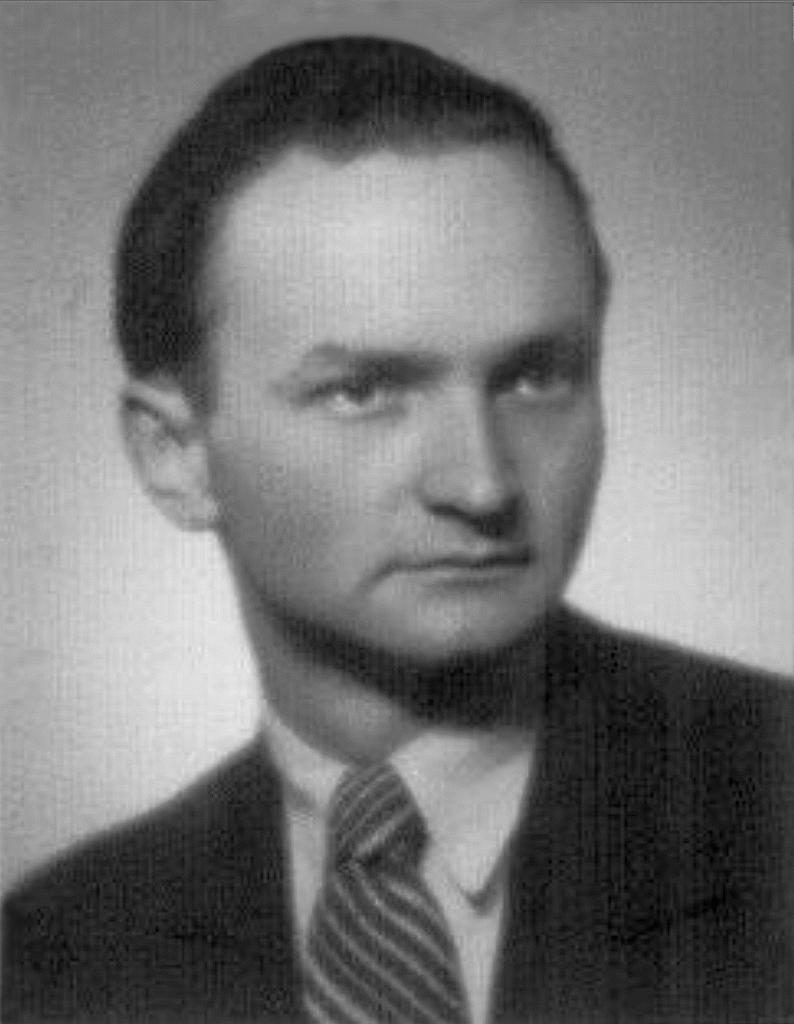
Její snoubenec (radiotelegrafista v domácím protiněmeckém odboji) André Regenermel

Milena Šeborová (18. října 1916 Praha – 14. prosince 2000 Denver, USA) byla česká kryptografka, za protektorátu zapojena do ilegální činnosti v nekomunistickém odboji. Od poloviny roku 1941 až do konce druhé světové války byla vězněna, ale válku přežila. V roce 1948 se stala jednou z obětí politického procesu s tzv. Krajinovou kanceláří a byla odsouzena k pěti letům věznění. Po propuštění z výkonu trestu se jí po čase podařilo emigrovat z komunistického Československa do Spojených států amerických.

## Životopis

### Do konce druhé světové války
Studovala v Praze na Karlově univerzitě orientalistiku. Když Němci uzavřeli vysoké školy, byla zaměstnána jako úřednice. Její snoubenec, radiotelegrafista Obrany národa André Regenermel ji začátkem roku 1940 zapojil do ilegální odbojové činnosti jako šifrantku v týmu docenta Vladimíra Krajiny. Bratr Mileny Šeborové, JUDr. Miloš Šebora, pracoval jako úředník české policie. Od něho také Vladimír Krajina získával zpravodajsky cenné informace. Milena Šeborová bydlela za protektorátu na adrese: Korunní 1304/92 (Kronenstrasse) v Praze 10. Z jejího bytu v letech 1940 a 1941 vysílal šifrované zprávy André Regenermel. Dne 12. května 1941 byla zatčena příslušníkem gestapa Willi Abendschönem a až do konce druhé světové války vězněna v KT Ravensbrück.

### Po druhé světové válce
Po skončení války nastoupila 1. října 1947 na Ústředním sekretariátě Československé strany národně socialistické (ČSNS) do funkce úřednice v oddělení Vladimíra Krajiny. V únorových dnech roku 1948 byla zatčena. V září 1948 následně proběhl vykonstruovaný politický proces s tzv. Krajinovou kanceláří ve kterém bylo souzeno 51 osob, převážně funkcionářů České strany národně sociální. Mezi souzenými byla i Milena Šeborová. Ta byla spolu s ostatními obžalována z toho, že pod vedení Vladimíra Krajiny vytvořili „vyzvědačskou kancelář“.
Nejprve se zabývala zapisováním pamětí o činnosti skupiny ÚVOD a postupně měla být údajně zapojena do celé vyzvědačské činnosti, spolupracovat a být nápomocna Miliči Solskému i Karlu Heerovi. V její obžalobě dále stojí také obvinění z účasti při pálení tajných kartoték spolu s Miličem Solským, Karlem Heerem, Alešem Kočím a dalšími obžalovanými. Vykonstruovaný proces byl ale tehdy ještě připraven špatně a skončil propuštěním řady obžalovaných. To se ale netýkalo Mileny Šeborové. Ta byla odsouzena a její věznění trvalo pět let. Státní bezpečnost ji nakonec vystěhovala z Prahy.

### V emigraci v USA
Po čase se jí podařilo emigrovat spolu se svým manželem do Spojených států amerických. V USA napsala vzpomínkovou knihu "A Czech Trilogy". Zemřela v americkém Denveru 14. prosince 2000.